# Troika Games
Troika Games – amerykański producent gier komputerowych. Firma została utworzona w 1998 a rozwiązana w 2005 roku.
Studio zostało założone w 1998 roku przez trzech byłych pracowników firmy Interplay – Tima Caina, Leonarda Boyarsky’ego i Jasona Andersona. Wcześniej zajmowali oni kluczowe stanowiska przy produkcji gry Fallout. Troika stworzyła trzy gry do czasu swego bankructwa w lutym 2005 roku – Arcanum: Przypowieść o maszynach i magyi (2001), Świątynia pierwotnego zła (2003) i Vampire: The Masquerade – Bloodlines (2004).